# Ракетные катера типа «Кончар»
Ракетные катера типа «Кончар» (хорв. Raketni čamaci klasa Končar) — серия из шести ракетных катеров производства Югославии, построенных в 1970-х годах на судостроительном заводе имени Иосипа Броза Тито в Кралевице, СР Хорватия. Особенностью катеров было сочетание как советских, так и западных средств управления и вооружений. Тип ракетных катеров получил имя в честь хорватского деятеля Народно-освободительного движения Югославии Раде Кончара, Народного героя Югославии.
На сегодняшний день сохранилось всего три таких катера из шести: один катер, «Владо Четкович», в 1991 году был захвачен ВМС Хорватии и переименован в «Шибеник». Пять остальных катеров остались в составе ВМС Союзной Республики Югославии, из них три были исключены из состава флота в начале 2000-х годов. Оставшиеся два катера переоборудовали в патрульные суда военно-морских сил Черногории.

## Описание
Разработкой ракетных катеров типа «Кончар» занимался Судостроительный институт Загреба. Строительство кораблей шло с 1977 по 1979 годы в Кралевице. Все шесть кораблей были названы в честь различных Народных героев Югославии, участвовавших во Второй мировой войне. Размеры каждого корабля были следующими: длина — 44,9 м, ширина — 8,4 м, осадка — 2,6 м. Корпус каждого корабля изготавливался из стали с использованием алюминиевой суперструктуры, наподобие шведских торпедных катеров типа «Спика». Полное водоизмещение корабля составляло 271 т, экипаж насчитывал 30 человек.
Главной энергетической установкой является CODAG (комбинированная дизель-газотурбинная установка), к которой относятся четыре двигателя: два дизельных двигателя MTU 16V 538 TB91 используются для экономичного плавания, а две газотурбинные установки RR Marine Proteus 52 M позволяют развивать высокую скорость. Крейсерская скорость — 22 узла при максимальной 38—40 (зависит от энергетической установки). Автономность плавания составляет от 5 до 7 суток. Движители — четыре гребных винта.
Ракетные катера оснащены двумя 57-мм орудиями Bofors 70-го калибра типа Mk1, которые установлены на носу и на корме корабля. За время проектирования и строительства разработчики хотели установить противокорабельные ракеты французского производства Exocet, однако их стоимость оказалась слишком большой, поэтому вместо них были установлены советские ракеты П-15 «Термит» (СС-Н-2Б). Для защиты корабля были установлены две пусковые установки дипольных отражателей Wallop Barricade.

## Список кораблей
| Название             | Бортовой номер | В честь кого назван    | Строитель                                                                    | Спущен на воду  | Принят в состав | Дальнейшая судьба                                                      |
| -------------------- | -------------- | ---------------------- | ---------------------------------------------------------------------------- | --------------- | --------------- | ---------------------------------------------------------------------- |
| Rade Končar          | RTOP-401       | Раде Кончар            | Судостроительный завод имени Иосипа Броза Тито, Кралевица, СР Хорватия, СФРЮ | 16 октября 1976 | Апрель 1977     | Исключён из состава ВМС Черногории в 2006 году и продан Кении          |
| Vlado Ćetković       | RTOP-402       | Владо Четкович         | Судостроительный завод имени Иосипа Броза Тито, Кралевица, СР Хорватия, СФРЮ | 20 августа 1977 | Март 1978       | В составе ВМС Хорватии                                                 |
| Ramiz Sadiku         | RTOP-403       | Рамиз Садику           | Судостроительный завод имени Иосипа Броза Тито, Кралевица, СР Хорватия, СФРЮ | 24 апреля 1978  | Сентябрь 1978   | Выведен в 2007 году из состава флота ВМС Черногории и пущен на слом    |
| Hasan Zahirović-Laca | RTOP-404       | Хасан «Лаца» Захирович | Судостроительный завод имени Иосипа Броза Тито, Кралевица, СР Хорватия, СФРЮ | 9 ноября 1978   | Декабрь 1978    | Выведен в 2006 году из состава флота ВМС Черногории, судьба неизвестна |
| Jordan Nikolov Orce  | RTOP-405       | Йордан «Орце» Николов  | Судостроительный завод имени Иосипа Броза Тито, Кралевица, СР Хорватия, СФРЮ | 26 апреля 1979  | Август 1979     | В составе ВМС Черногории                                               |
| Ante Banina          | RTOP-406       | Анте Банина            | Судостроительный завод имени Иосипа Броза Тито, Кралевица, СР Хорватия, СФРЮ | 23 ноября 1979  | Ноябрь 1980     | В составе ВМС Черногории                                               |

## Служба

### ВМС Югославии

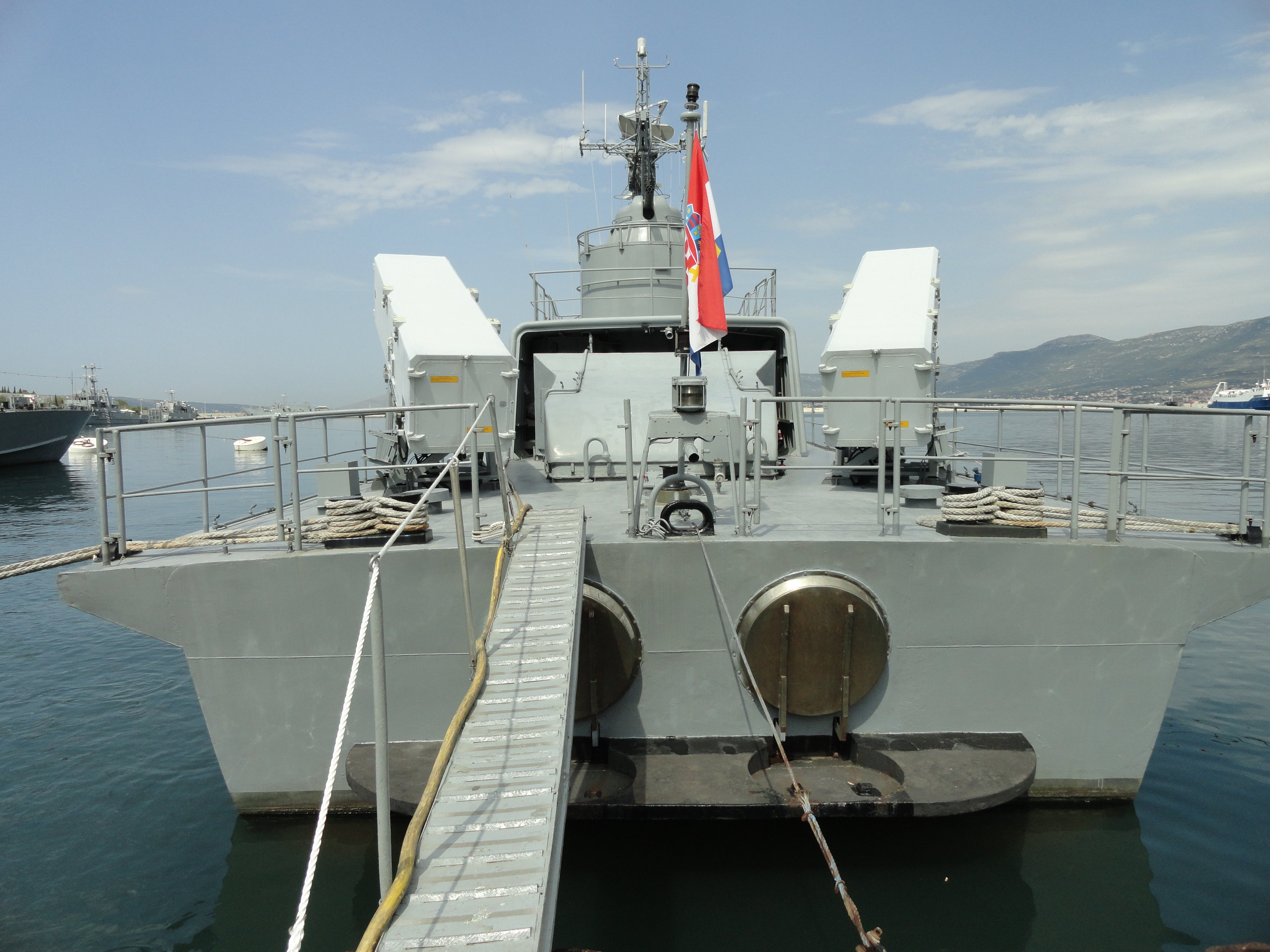
Корма ракетного катера «Шибеник» с ракетами RBS-15 и артустановками АК-630

В конце 1980-х — начале 1990-х годов корабли «Раде Кончар» и «Владо Четкович» должны были пройти программу глубокой модернизации, в рамках которой на них планировалось установить советские артиллерийские установки АК-630 вместо шведских «Бофорсов». В начале войны в Хорватии хорватские войска захватили «Владо Четкович» и 28 сентября 1991 года переименовали в «Шибеник». С 1991 по 1994 годы только «Шибеник» прошёл ту самую модернизацию, в ходе которой пусковые установки для советских ракет П-20 заменили на установки для шведских противокорабельных ракет RBS-15. По состоянию на 2014 года ракетный катер «Шибеник» продолжал службу в ВМС Хорватии.
Остальные пять катеров остались в ВМС Югославии. 6 октября 1991 года катер «Хасан Захирович-Лаца» вместе со сторожевым кораблём проекта 1159 VPBR-32 «Копер» принял участие в битве за Задар. Хорватские береговые батареи были оснащены двумя 40-мм пушками Bofors, но только одна из них могла вести огонь по кораблям. По катеру было произведено пять или шесть выстрелов, после чего «Бофорс» заклинило. Хорватские солдаты продолжили огонь вскоре, трижды попав в корму корабля, но не нанеся тому никакого урона, поскольку у расчёта «Бофорса» не было бронебойных снарядов. Ещё два катера типа «Кончар» приняли участие в битве за далматинские проливы: «Йордан Николов-Орце» действовал под позывным «Парак», а «Анте Банина» — под позывным «Пакра». Они входили в тактическую группу «Вис», заданием которой было установление морской блокады Сплита и находившихся рядом островов. После прекращения ЮНА боевых действий в Хорватии все оставшиеся в распоряжении ВМС Югославии пять катеров вернулись на базу в Черногорию, где вошли в состав флота Союзной Республики Югославии.
Три корабля в апреле 1994 года стали участниками инцидента с мальтийским танкером «Lido II» в разгар учений НАТО по блокаде Югославии «Зоркий страж».

### Послевоенные годы

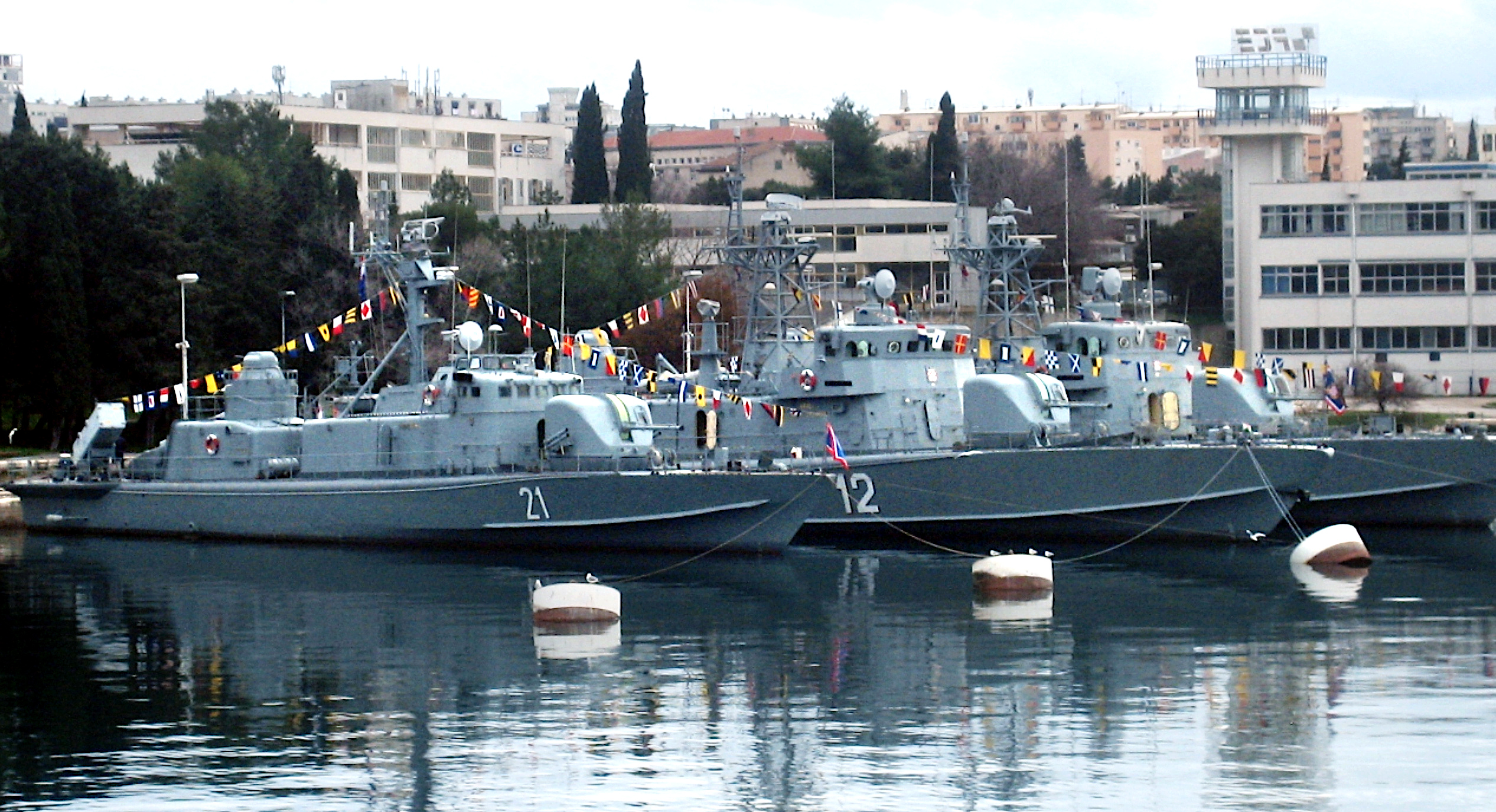
Ракетные катера ВМС Хорватии на базе Лора: «Шибеник», RTOP-12 «Краль Дмитар Звонимир» и RTOP-11 «Краль Петар Крешимир»

В середине 1990-х катер «Рамиз Садику» был поставлен на ремонт для покраски и реконструкции, однако Югославии не хватало денег. В итоге корабль исключили из списка ВМС Югославии и продали на слом. С корабля сняли суперструктуру, двигатель, сенсоры и оружейные системы, а владелец перевёл остов корабля в подземный док на полуострове Луштица. За несколько лет остов проржавел и начал разрушаться, поэтому в 2014 году в Зеленике корабль окончательно пустили на слом, передав остатки Никшичскому сталелитейному заводу.
В июне 2006 года в Италию отправился из Которского залива катер «Хасан Захирович-Лаца» для участия в международных учениях «Adrion Livex 06». Корабль отплывал под флагом ВМС Сербии и Черногории, однако 6 июня 2006 года его экипаж первым поднял флаг ВМС независимой Черногории, узнав о признании независимости Черногории. В том же году корабль вывели из состава флота вместе с «Раде Кончаром». В 2014 году корабль «Раде Кончар» продали в Кению, сумма сделки не разглашалась. ВМС Кении планировали перекрасить и переоборудовать в патрульное судно, а оружейные системы поставить на другое патрульное судно «Джасири» (англ. KNS Jasiri). Судьба «Хасана Захировича-Лацы» до сих пор остаётся неизвестной.

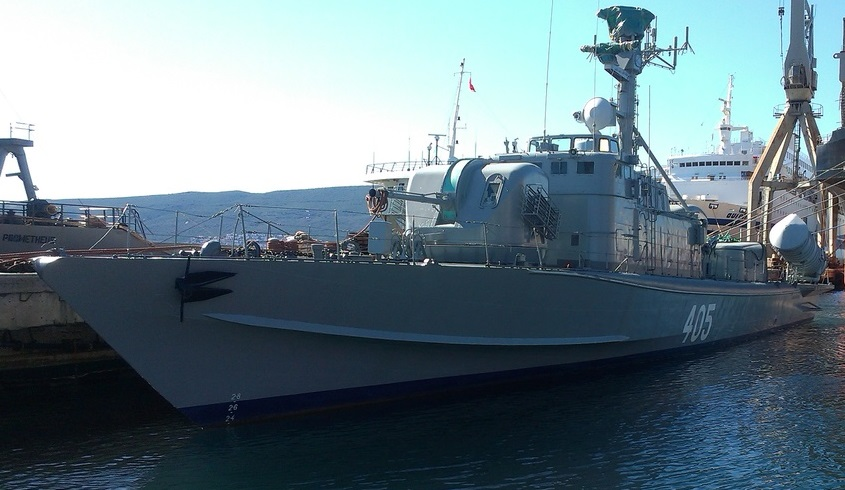
Катер RTOP-405 на службе в ВМС Черногории

В 2013 году Министерство обороны Черногории выпустило «Стратегический обзор обороны Черногории» (черног. Strategijski pregled odbrane Crne Gore), в котором предложило модифицировать два имеющихся катера типа «Кончар», RTOP-405 и RTOP-406, и переоборудовать их в патрульные суда, посчитав это более выгодным, чем закупать или строить новые патрульные суда. В феврале 2014 года Загребский судостроительный институт был выбран Министерством обороны Черногории как организация, которая создаст проектную документацию для модификации кораблей. С кораблей было принято решение снять ракетные установки и орудия Bofors, а вместо них установить жёстко-корпусные надувные лодки. Модернизация завершилась в 2015 году.